# Urweltmammutbaum
Der Urweltmammutbaum (Metasequoia glyptostroboides), auch Chinesisches Rotholz, Metasequoie oder Wassertanne bzw. Wasserlärche genannt, gilt als lebendes Fossil. Er wurde erst im Jahre 1941 in einer unzugänglichen Bergregion in den Regionen Sichuan und Hubei der Volksrepublik China entdeckt und war zuvor nur durch Fossilienfunde bekannt. Er ist die einzige rezente Art der Gattung Metasequoia innerhalb der Familie der Zypressengewächse (Cupressaceae).

## Beschreibung

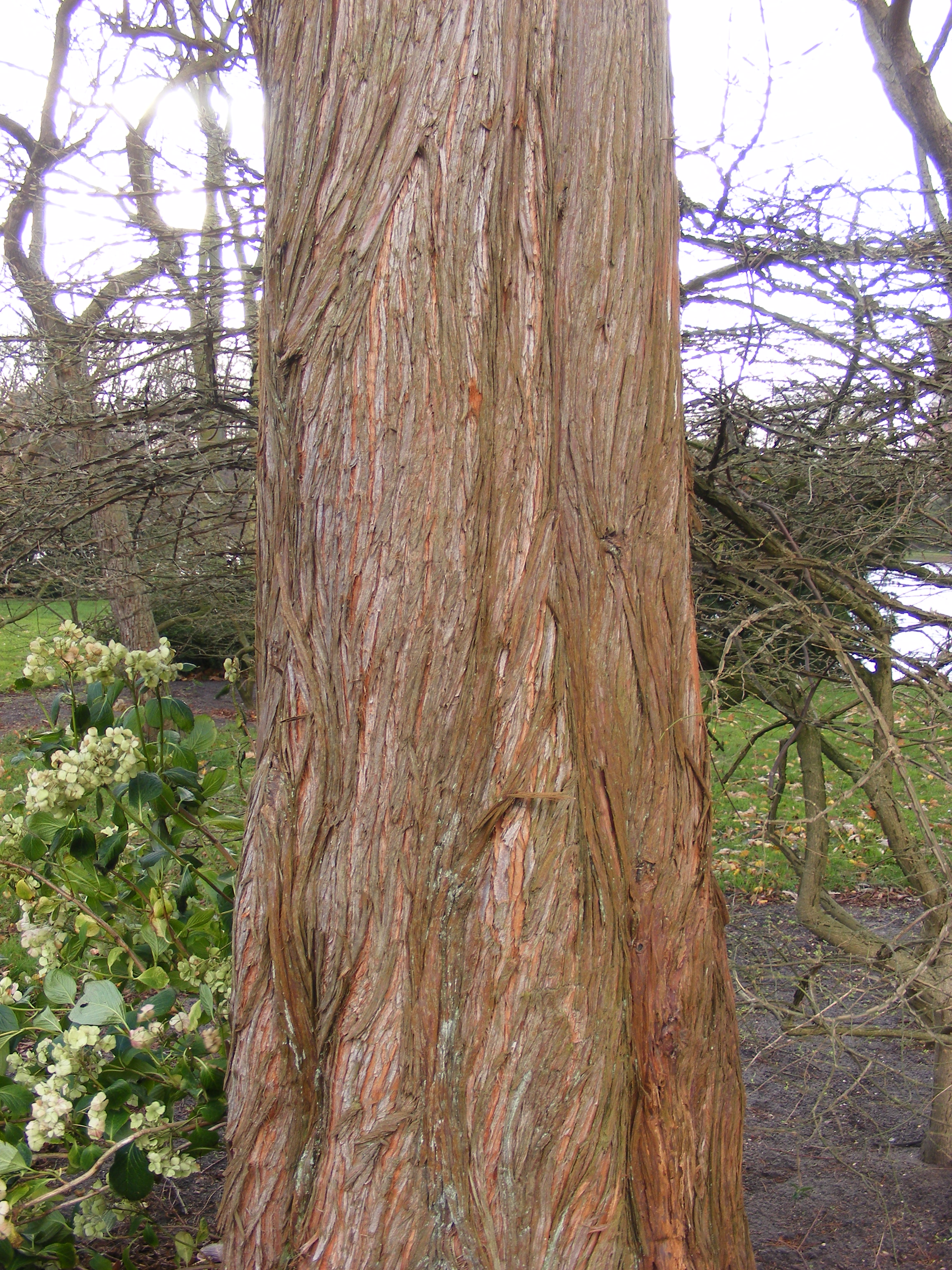
Stamm und Borke

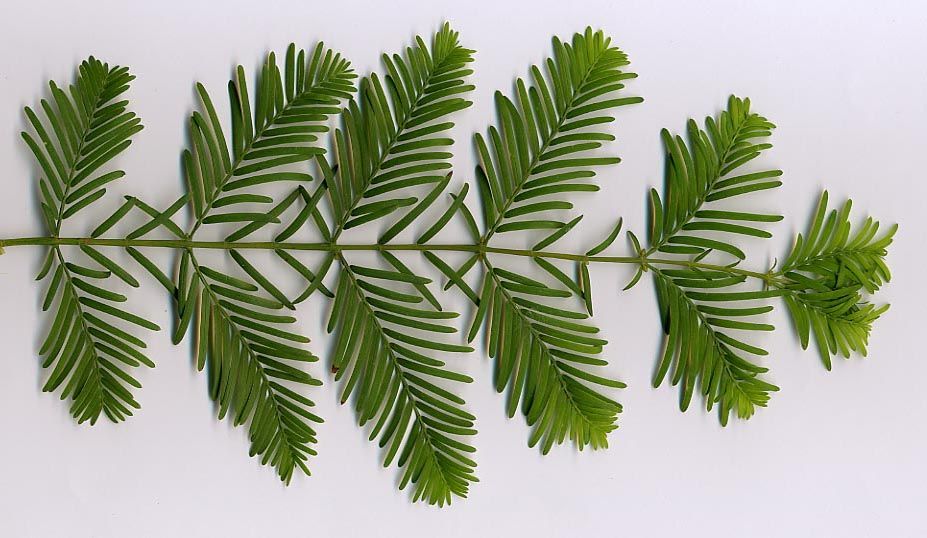
Langtrieb mit Kurztrieben

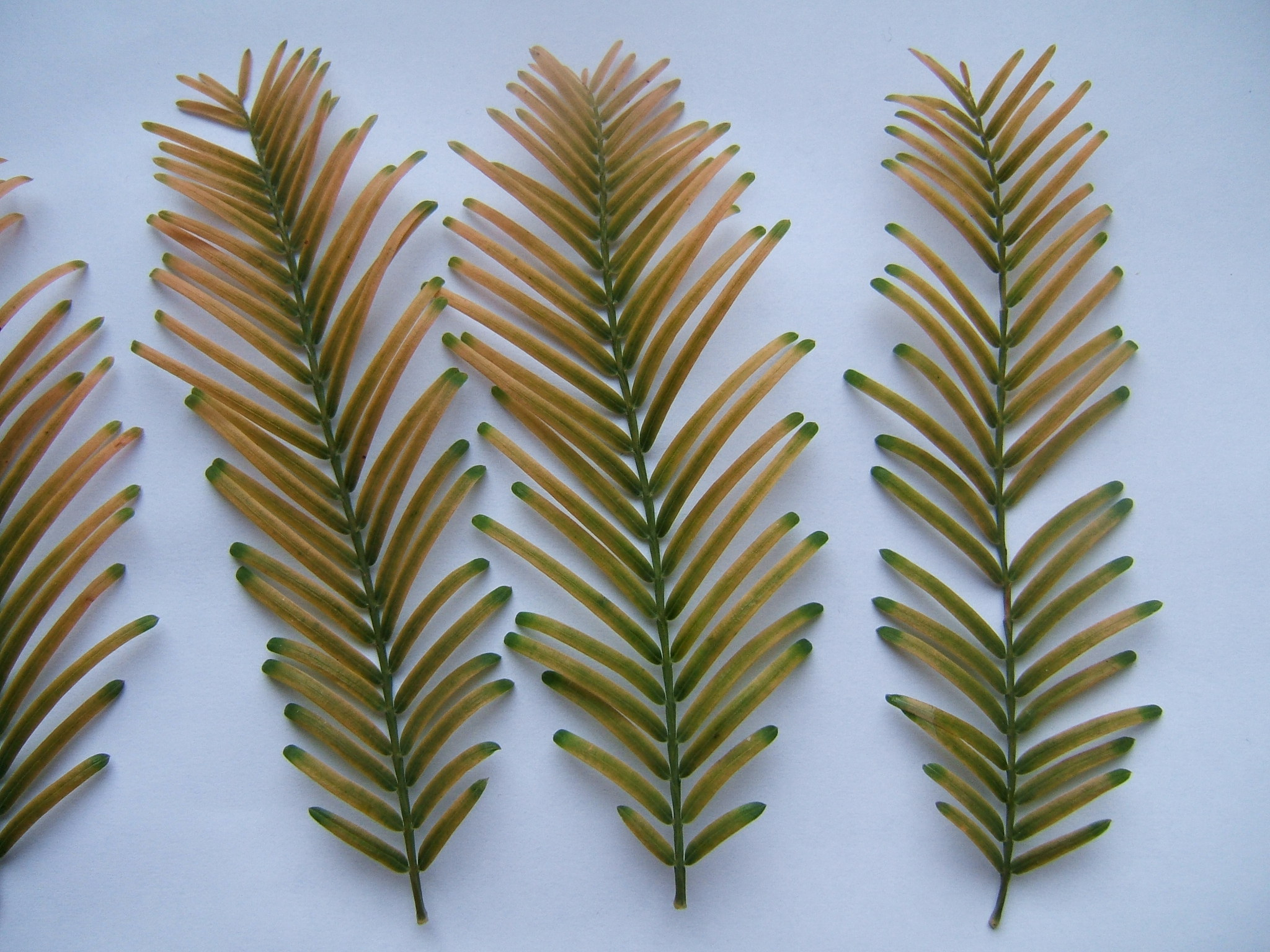
Kurztriebe mit Nadeln in Herbstfärbung

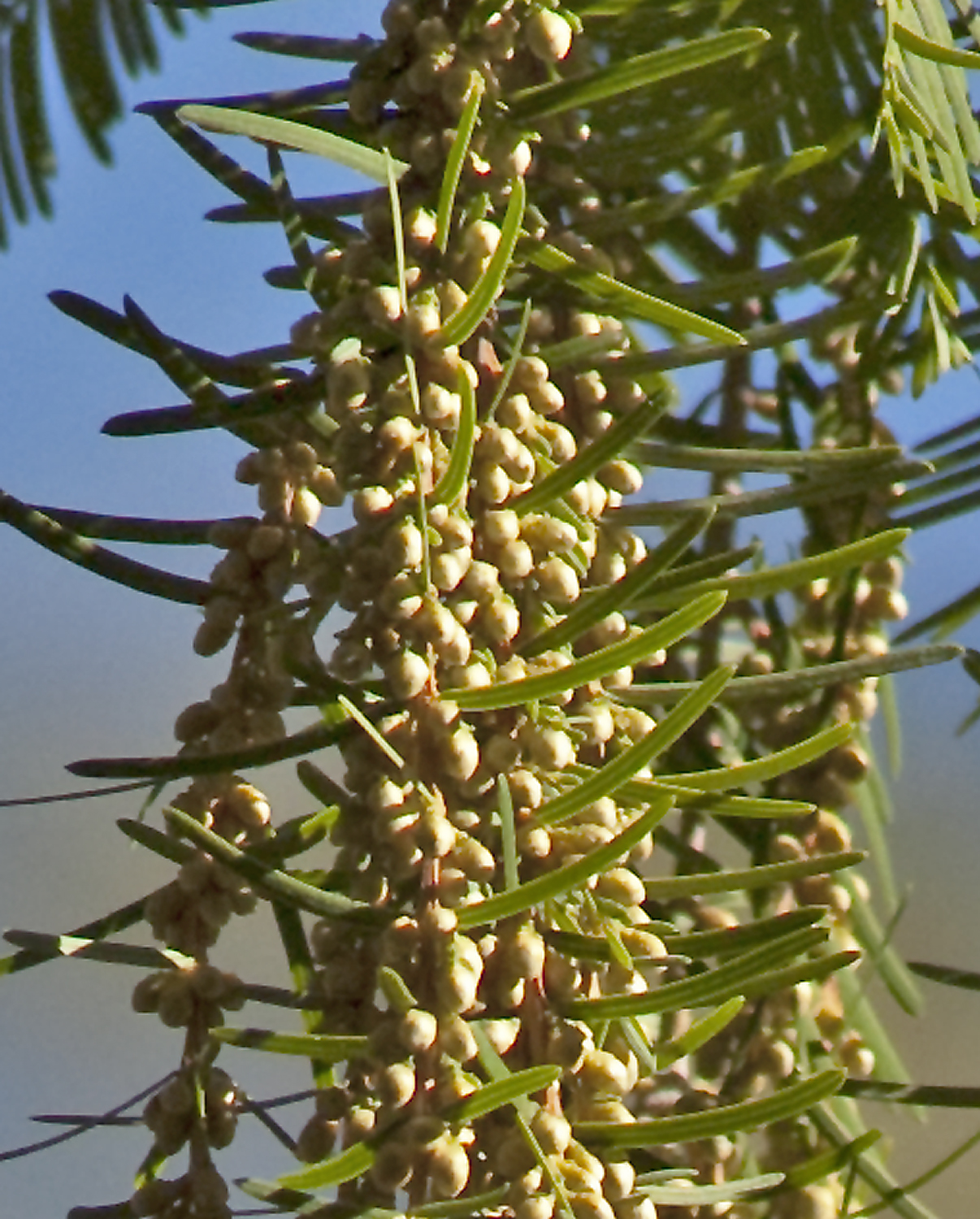
Kurztriebe mit männlichen Blütenzapfen im Oktober

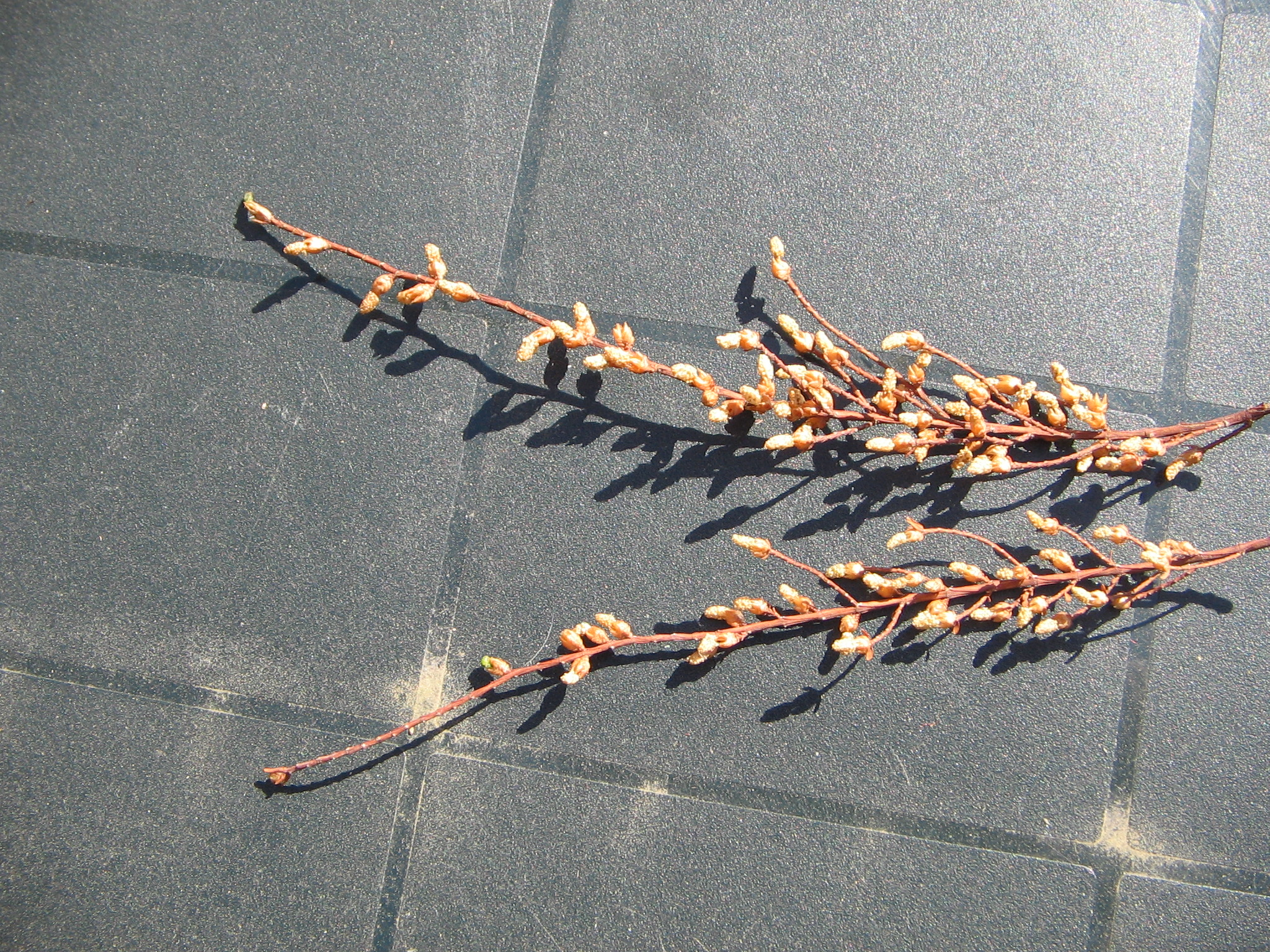
Männliche Blütenzapfen

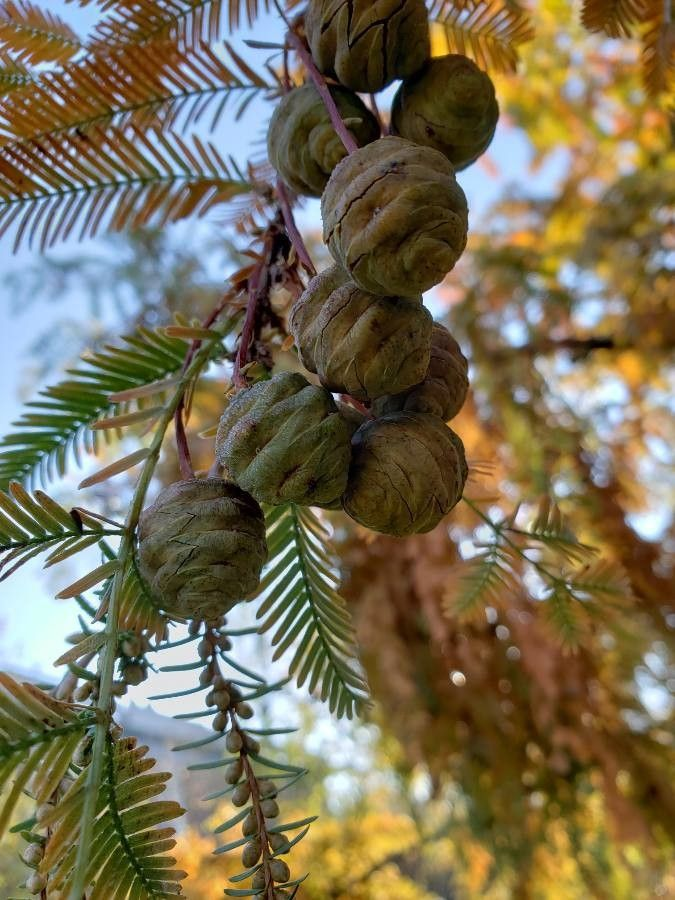
Junge weibliche Zapfen

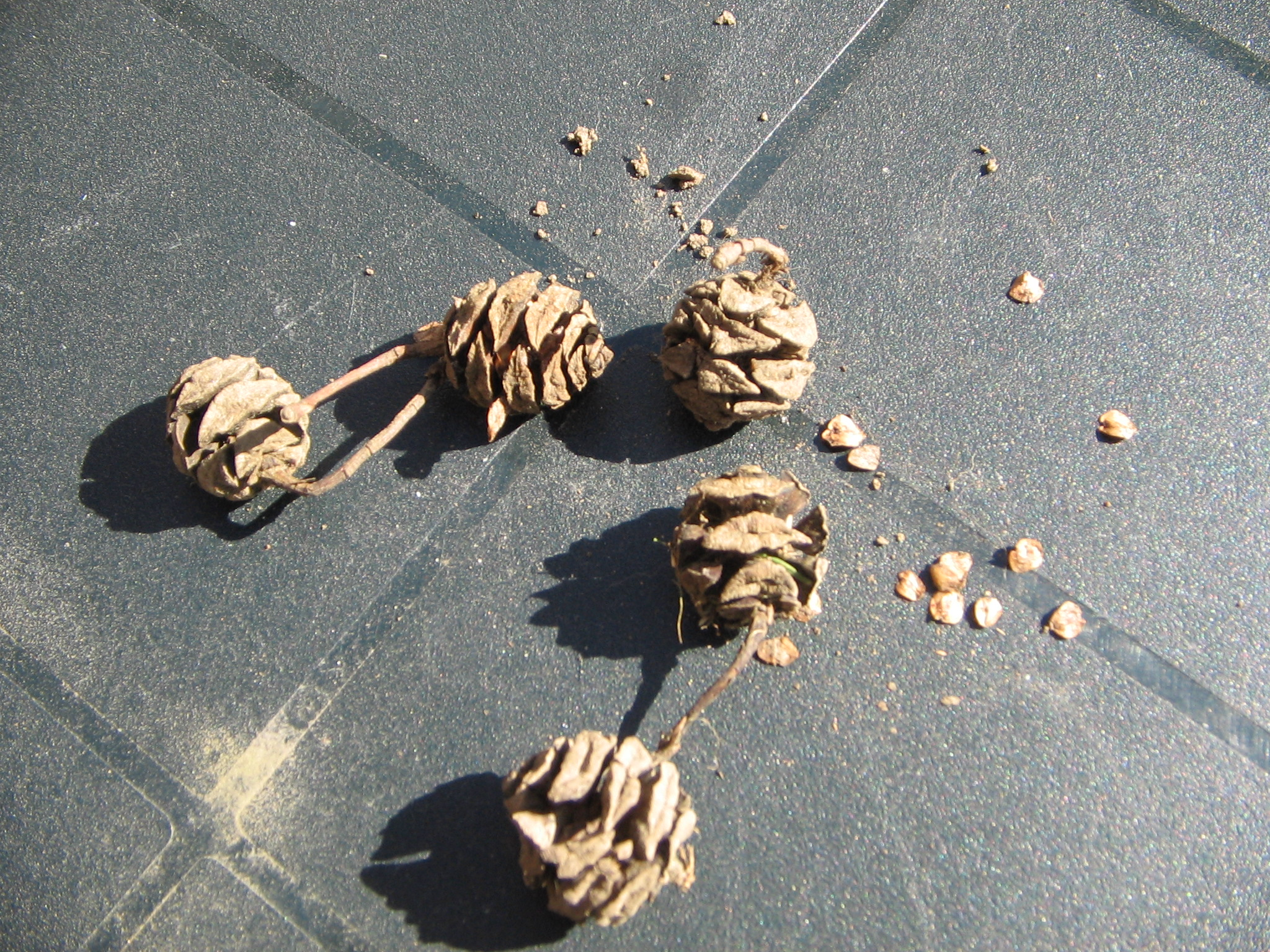
Reife Zapfen mit Samen

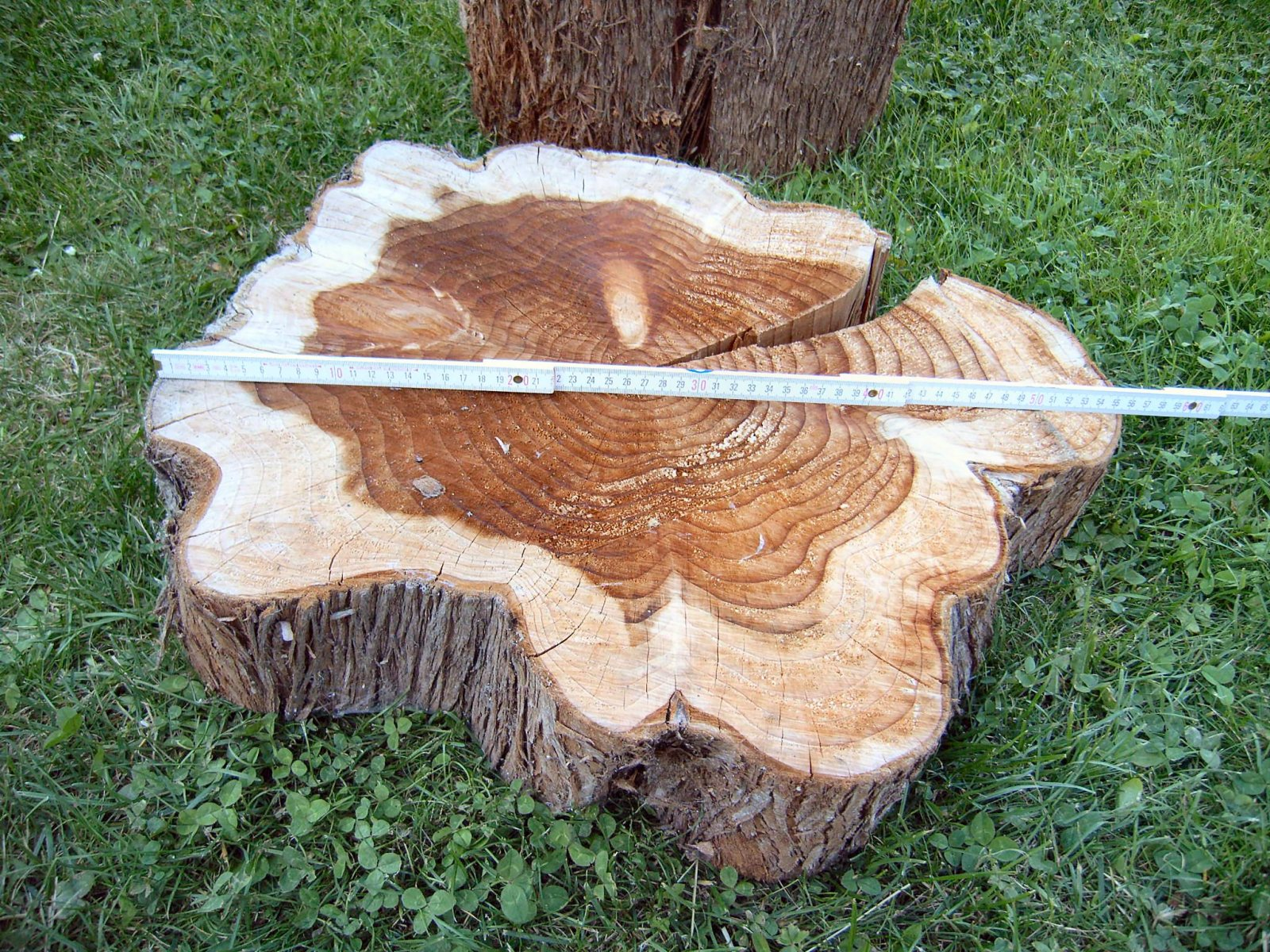
Baumscheibe (25 Jahre)

### Habitus
Der sommergrüne Urweltmammutbaum erreicht Wuchshöhen von 30 bis 35 Meter in Einzelfällen auch mehr als 50 Meter und einen Brusthöhendurchmesser von 1 bis 2,2 Meter. Die Basis des geradschaftigen Stammes ist deutlich verbreitert. Jungbäume besitzen eine pyramidenförmige Krone, während sie bei Altbäumen breit und gerundet ist. Die Äste erster Ordnung sind unregelmäßig gestaltet und meist weit ausladend. Äste höherer Ordnung sind herabhängend und gegenständig angeordnet. Es werden sowohl Kurz- als auch Langtriebe gebildet. Die Kurztriebe fallen zusammen mit den Nadeln im Herbst ab. Freistehende Bäume sind bis zum Boden beastet und weisen meist markante, tiefe Stammkehlungen auf. Das Höchstalter wird mit 420 Jahren angegeben.
Die Sämlinge besitzen zwei Keimblätter (Kotyledonen).

### Wurzeln
Der Urweltmammutbaum bildet nach Schütt & Lang 1996 meist ein relativ flaches, weit streichendes Wurzelsystem aus, welches über die Projektion der Kronenfläche hinaus reichen kann. Die Seitenwurzeln wachsen zuerst als flachstreichende Horizontalwurzeln, die erst später nach unten wachsen und dabei Tiefen von 50 bis 100 Zentimetern erreichen. Nach Shen 1994 haben sie im Gegensatz zu den amerikanischen Formen ein tiefreichendes Wurzelsystem.

### Rinde
Die Rinde der Zweige ist anfangs grün, wird aber im zweiten und dritten Jahr grau bis grau-braun. Der Stamm von Jungbäumen besitzt eine rot-braune Borke, die in dünnen Platten abblättert. Die Stämme von älteren Bäumen besitzen eine graue bis grau-braune Borke, die sich in langen Streifen ablöst und dabei die darunterliegende rotbraune innere Rinde freilegt.

### Holz
Das helle Splintholz unterscheidet sich farblich vom rotbraunen Kernholz. Das weiche Holz ist leicht, lässt sich gut bearbeiten und nimmt leicht Farbe an. Die gerade verlaufenden Holzfasern sind relativ grob. Die Rohdichte bei einer Holzfeuchte von 15 % liegt zwischen 0,29 und 0,38 g/cm³.
| Technische Eigenschaften | Wert | Einheit |
| ------------------------ | ---- | ------- |
| Biegefestigkeit          | 480  | kg/cm²  |
| Druckfestigkeit          | 258  | kg/cm²  |
| Zugfestigkeit            | 457  | kg/cm²  |
| Spätholzprozent          | 12,5 |         |

### Knospen und Nadeln
Die eiförmig-elliptischen und stumpfen Winterknospen sind kahl und sind etwa 4 Millimeter lang sowie etwa 3 Millimeter breit. Die kapuzenartigen Knospenschuppen sind gelblich-braun gefärbt.
Die flachen Nadeln sind im Mai bereits voll entwickelt und sind 0,8 bis 3,5 Zentimeter lang und 1 bis 2,5 Millimeter breit. Sie sind an der Oberseite blau-grün und an der Unterseite hell-grün. An der Nadelunterseite befinden sich zwei gelbliche Stomatabänder. Jede Nadel besitzt drei Harzkanäle. Die Nadeln stehen an Langtrieben spiralig und an Kurztrieben gescheitelt und weitestgehend gegenständig angeordnet. Durch dieses Merkmal lässt sie sich zuverlässig von der von weitem ähnlich aussehenden Echten Sumpfzypresse  unterscheiden, die eine wechselständige Belaubung aufweist. Die Herbstfärbung beginnt mit einem zarten rosa-gelb im Oktober und geht zum November hin in die Farben lachsrot bis kupferbraun über. Die Nadeln fallen zusammen mit den Kurztrieben ab.

### Blüten, Zapfen und Samen
Der Urweltmammutbaum ist einhäusig getrenntgeschlechtig (monözisch). Er wird mit 25 bis 30 Jahren mannbar. Die Blütezeit im natürlichen Verbreitungsgebiet dauert je nach Standort von Februar bis März. Die kätzchenartigen männlichen Pollenzapfen sind 5 bis 10 Zentimeter lang und stehen in den Blattachseln vorjähriger Langtriebe. Die weiblichen Zapfen entwickeln sich am Ende von Kurztrieben. Sie stehen zur Blütezeit aufrecht, sind nur etwa 9 Millimeter lang und bilden Bestäubungstropfen aus, mit denen sie den Pollen aus der Luft fangen. Die Zapfen sind zur Reife bei einer Länge von 1,8 bis 2,5 Zentimetern sowie einem Durchmesser von 1,6 bis 2,3 Zentimetern kugelig bis eiförmig und stehen an einem 2 bis 4 Zentimeter langen Stiel. Jeder Zapfen besteht aus elf bis zwölf gegenständigen Paaren keilförmiger Zapfenschuppen, die anfangs grün und werden zur Reife hin braun sind. Die Zapfen reifen im November bis Dezember des Blütejahres. Jede Zapfenschuppe trägt fünf bis neun flache und geflügelte Samen, die in einer Reihe stehen.
Die Samen sind bei einer Länge von etwa 5 Millimeter verkehrt-eiförmig, sind ringsum geflügelt und besitzen einen gekerbten Apex. Das Tausendkorngewicht liegt zwischen 1,75 und 2,3 g.

### Chromosomenzahl
Die Chromosomenzahl beträgt von 2n = 22.

## Verbreitung und Standort
Der Urweltmammutbaum kommt natürlicherweise nur noch in kleinen Reliktpopulationen im Bezirk Shizhu im östlichen Sichuan, im Bezirk Lichuan im westlichen Hubei und im Bezirk Longshan sowie im Bezirk Sangzhi im nordwestlichen Hunan in China vor. Seit seiner Entdeckung wird er weltweit in Parks und Gärten als Zierbaum angepflanzt.
Der Urweltmammutbaum ist eine schnellwachsende Baumart des warm-humiden Klimas und wächst in artenreichen Mischwäldern in feuchten, nicht schattigen Gebirgslagen in Höhenlagen von 750 bis 1500 Metern.
Er stockt auf wasserdurchlässigen, tiefgründigen, nährstoff- und humusreichen Lehmböden. Der Urweltmammutbaum ist bis −32 °C frosthart, reagiert aber empfindlich auf Spätfröste. Obwohl reichlich Niederschläge das Wachstum fördern, wächst er auch an Standorten mit Jahresniederschlägen von 400 bis 450 mm. Er verträgt keine Staunässe. Im natürlichen Verbreitungsgebiet ist die Art hauptsächlich an Fluss- und Bachufern und in feuchten Schluchten zu finden. Sie besiedelt leicht saure bis neutrale Sandstein-Verwitterungsböden.

## Krankheiten und Schädlinge
Urweltmammutbaum-Keimlinge sind anfällig für Erreger der Pilzgattungen Rhizoctonia und Pythium, welche die Umfallkrankheit auslösen. Anthraknose-Erreger spielen eine gewisse wirtschaftliche Rolle. An blattfressenden Schadinsekten werden die Arten Cryptothelea variegata, Cryptothelea minuscula und Holotrichia diomphalia genannt. Anoplophora chinensis und Anoplophora glabripennis sind holz- und wurzelbewohnende Schadinsekten, die Totalausfälle hervorrufen können.
Baumexemplare, die stark beschattet sind, sterben ab oder erleiden starke Wachstumseinbußen.

## Systematik
1941 wurde die Gattung Metasequoia von der Gattung Sequoia getrennt. Zehn Arten dieser Gattung sind aus der Kreidezeit bekannt. Sie waren über große Teile der Nordhalbkugel verbreitet. Von diesen Arten überlebte nur der Urweltmammutbaum. Er wurde im Jahr 1948 von Hu Xiansu (1894–1968) und Cheng Wan-Chun (1908–1987) als Metasequoia glyptostroboides in Bulletin of the Fan Memorial Institute of Biology; Botany, Beijing,  ser. 2, Band 1, S. 154 erstbeschrieben. Es gilt als äußerst unwahrscheinlich, dass sich die Gattung Sequoia aus der Gattung Metasequoia entwickelt hat.